# Țaul
Țaul è un comune della Moldavia situato nel distretto di Dondușeni di 3.331 abitanti al censimento del 2004